# Reteporella parallelata
Reteporella parallelata är en mossdjursart som beskrevs av Hayward 2000. Reteporella parallelata ingår i släktet Reteporella och familjen Phidoloporidae. Inga underarter finns listade i Catalogue of Life.